# Eickhorst (Vordorf)
Eickhorst is een plaats in de Duitse gemeente Vordorf, deelstaat Nedersaksen, en telt 477 inwoners (2006).